# Classification des observations d'ovni

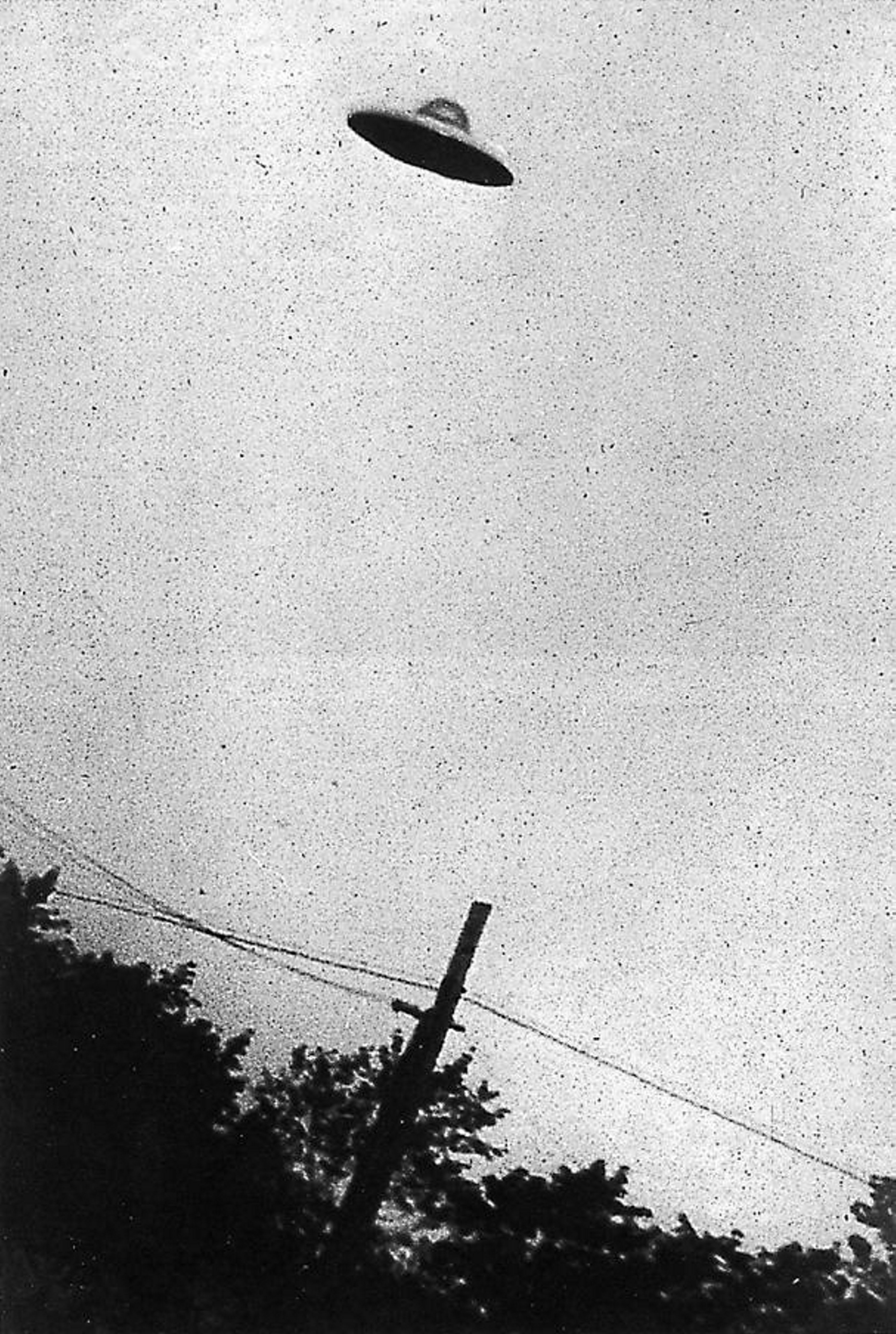
Image granuleuse en noir et blanc d'un supposé ovni, Passaic, New Jersey.

Une classification des observations d'ovnis a été présentée par l'astronome américain J. Allen Hynek, dans son livre The UFO Experience: A Scientific Study, paru en 1972. Elle est connue en anglais sous le titre Hynek Classification System (en français « système de classification de Hynek »). 

## Classification de Hynek
La classification de Hynek comporte six degrés allant du banal à l'exceptionnel. Les trois premiers concernent les observations (sightings), les trois derniers les rencontres rapprochées (close encounters).

### Observations
- Lumières nocturnes (NL)[1] : le ou les témoins voient, à plus de 150 mètres de distance, une ou plusieurs lumières qui leur paraissent anormales dans le ciel nocturne.
- Disques diurnes (DD)[2] : le ou les témoins voient de jour, à plus de 150 mètres de distance, un objet non identifié qui n'a pas nécessairement la forme d'un disque ou d'une soucoupe (observation d'Antananarivo en 1954 par exemple).
- Radar-visuel (RV)[3] : l'ovni est observé en visuel et apparait sur un ou plusieurs écrans radar (incident de Téhéran en 1976 par exemple).

### Rencontres rapprochées
- Rencontre rapprochée[4] du 1er type (RR1) : le ou les témoins voient un ovni, quel qu'il soit, à moins de 150 mètres.
- Rencontre rapprochée du 2e type (RR2) : l'ovni laisse des preuves matérielles, comme des traces au sol (affaire de Trans-en-Provence en 1981 par exemple).
- Rencontre rapprochée du 3e type (RR3) : le ou les témoins voient un ovni et ses occupants, ou seulement les prétendus occupants d'un ovni sans ce dernier (rencontre de Valensole en 1965 par exemple).

## Catégories étrangères à la classification de Hynek
Quatre nouveaux types de rencontre, relevant de la littérature d'abduction ou du cinéma d'anticipation, ont vu le jour par la suite.
- La rencontre rapprochée du 4e type (RR4) : le ou les témoins prétendent avoir été enlevés par les occupants d'un ovni[5]. Le film Phénomènes paranormaux (Le Quatrième Type au Québec) met en scène de tels enlèvements.
- La rencontre rapprochée du 5e type (RR5) : le ou les témoins prétendent être entrés en communication avec les occupants d'un ovni[5].

Judith Joyce a défini deux autres degrés :
- La rencontre rapprochée du 6e type (RR6) : un ou plusieurs témoins (ou animaux) sont tués par un ovni ou ses occupants[6].
- La rencontre rapprochée du 7e type (RR7) : le ou les témoins ont un rapport sexuel avec les occupants d'un ovni, à l'intérieur ou à l'extérieur de celui-ci[6].

## Au cinéma
La classification de Hynek est à l'origine du titre du film Rencontres du troisième type, réalisé par Steven Spielberg en 1977, qui met en scène des observations d'ovnis allant crescendo jusqu'à une rencontre rapprochée du 3e type.